# Кипс, Тим
Тим Кипс (люкс. Tim Kips; 1 ноября 2000) — люксембургский футболист, вратарь бельгийского клуба «Эксельсиор» (Виртон), выступающий на правах аренды за «Ф91 Дюделанж», и сборной Люксембурга.

## Биография

### Клубная карьера
Воспитанник клуба «Этцелла», за основной состав которого сыграл один матч во второй лиге Люксембурга. В 2017 году он перешёл в немецкий клуб «Айнтрахт» (Трир), где провёл один сезон в молодёжной команде. Летом следующего года перешёл в молодёжную команду клуба «Магдебург». В «Магдебурге» Кипс стал привлекался к матчам основной команды, однако на поле в итоге не вышел. В 2019 году игрок подписал контракт с клубом второго дивизиона Бельгии «Эксельсиор» (Виртон), но почти сразу был отдан в аренду в люксембургский «Ф91 Дюделанж». 4 августа Кипс дебютировал в чемпионате Люксембурга, отыграв весь матч против клуба «Мюлленбах».

### Карьера в сборной
В основную сборную Люксембурга впервые был вызван в сентябре 2018 года на матчи Лиги наций УЕФА против сборных Молдавии и Сан-Марино и с тех пор стал регулярно вызываться в сборную, однако на поле долгое время не выходил.

## Личная жизнь
Его отец Марк Кипс (р. 1970) — футбольный тренер. Старший брат Мирко (р. 1999) также стал футболистом, выступает в низших лигах Люксембурга.